# Ортоли, Франсуа-Ксавье
Франсуа́-Ксавье́ Ортоли́ (фр. François-Xavier Ortoli; 16 февраля 1925, Аяччо — 29 ноября 2007, Париж) — французский политический и государственный деятель, бывший министр нескольких французских правительств (1967—1972) и председатель Еврокомиссии (1973—1977), один из создателей европейской валютной системы в 1979 году.

## Биография
Родился 16 февраля 1925 года в Аяччо, сын Антуана Ортоли, директора регистрационной службы в Индокитае, где Франсуа-Ксавье провёл детство. Окончил лицей имени Альбера Сарро в Ханое, а в 1948 году — Национальную школу администрации.
Участник движения Сопротивления против японской оккупации Индокитая в период Второй мировой войны.
В 1948 году назначен финансовым инспектором, в 1951 году вошёл в аппарат министра экономических дел, позднее — министра информации, в 1952 году представлял Францию в Комиссии франко-итальянского примирения. В 1955 году стал заместителем директора Службы торговой политики в аппарате государственного секретаря по экономическим делам, в 1957 году возглавил её.
С 1962 по 1965 год занимал должность директора аппарата премьер-министра Жоржа Помпиду.
В 1966—1967 годах — генеральный комиссар по планированию, в 1967 году — президент Консультативной комиссии по производству ядерной энергии.
В 1967—1968 годах — министр инфраструктуры и жилищного хозяйства.
С 31 мая по 10 июля 1968 года — министр национального образования.
С 23 июня по 12 августа 1968 года — депутат Национального собрания Франции от 1-го округа департамента Нор (избран в качестве кандидата голлистского Союза в защиту Республики).
С 12 июля 1968 по 20 июня 1969 года — министр экономики и финансов.
В 1969 году избран в генеральный совет департамента Нор от кантона Западный Лилль, в 1970 году переизбран, в 1975 году ушёл в отставку.
В 1969—1972 годах — министр промышленного и научного развития.
В 1973 году — генеральный инспектор финансов.
В 1973—1977 годах — председатель Комиссии европейских сообществ в Брюсселе, в 1977—1984 годах — заместитель председателя по экономическим и финансовым вопросам.
В 1984 году при поддержке президента Франции Миттерана назначен президентом и генеральным директором концерна Total и занимал эту должность до 1990 года, с 1990 года — почётный президент.
С 1989 года — президент и затем — почётный президент Международного национального совета французских предпринимателей (Conseil national du patronat français international), который в 1998 году преобразован в Международное движение предпринимателей Франции (Mouvement des entreprises de France international).
В 1991—1996 годах — председатель Парижского комитета Национального союза против рака, в 1996—2000 годах — президент Западно-атлантической ассоциации, также управляющий от Франции в Азиатско-Европейском фонде

## Награды
Французские награды:
- Великий офицер Ордена Почётного легиона
- Военная медаль
- Великий офицер национального ордена за заслуги
- Военный крест 1939-1945
- Медаль Сопротивления
- Командор Ордена Академических пальм

Иностранные:
- Орден «Мадарский всадник» I степени (9 января 1995 года, Болгария)[6]

## Признание
- Золотая медаль Робера Шумана (1975)
- Почётная докторская степень Оксфордского университета
- Почётная докторская степень Афинского университета
- Почётный президент Колледжа Европы[фр.] (Брюгге)

## Личная жизнь
3 августа 1946 года женился на Ивонн Кальбайра (Yvonne Calbairac), впоследствии у них было четверо детей: Элизабет (позднее вышла замуж за Жака Трёша), Анн-Летиция (в замужестве — мадам Фрэнсис Кремпп), Ксавье, Эмманюэль.